# Prémios Lasker
Os Prémios Lasker (em inglês: Lasker Awards) são atribuídos desde 1946 a pessoas que realizaram contribuições significativas no domínio da medicina, ou que realizaram serviços públicos notórios em medicina.
Os prémios são atribuídos pela Lasker Foundation, fundada por Albert Lasker e sua esposa Mary Woodward Lasker.
Os prêmios são ocasionalmente denominados "prêmios Nobel da América". Setenta e seis premiados com o Lasker Award receberam também o Prêmio Nobel.
Os quatro principais prémios são:
- Prêmio Albert Lasker de Pesquisa Médica Básica
- Prêmio Lasker-DeBakey de Pesquisa Médico-Clínica
- Prémio Albert Lasker de Serviço à Comunidade
- Albert Lasker Special Achievement Award